# 呂舍格

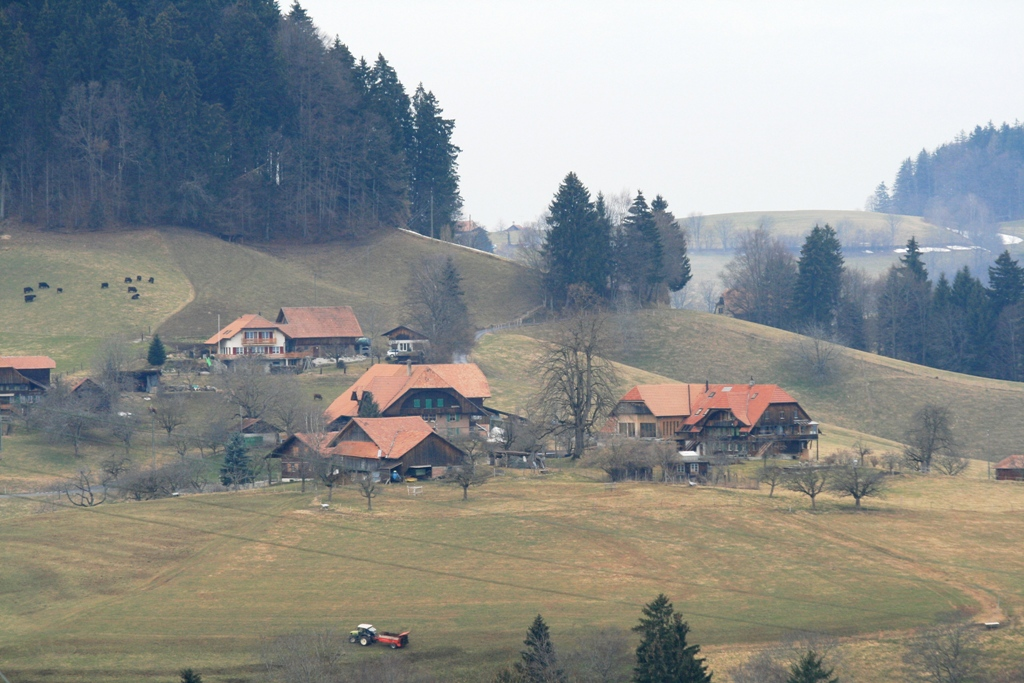

呂舍格是瑞士的城鎮，位於該國中西部，由伯恩州負責管轄，面積57.28平方公里，四成土地是農業用地，海拔高度890米，2011年人口1,655，人口密度每平方公里29人。